# 栄町 (境港市)
栄町（えいまち）は、鳥取県境港市の町名。郵便番号684-0006（境港郵便局管区）。

## 地理
弓浜半島の北端部に位置し、北は境水道に面する。東は末広町、南東は本町、南は松ケ枝町、西は大正町に接する。境水道の対岸は松江市美保関町森山にあたる。

## 歴史
江戸期から続く臨港問屋街で、沿岸部には回漕店・船問屋・銀行・船宿が軒を連ねた。
明治3年（1870年）9月3日から明治20年（1887年）8月23日に至るまでの境町の町名。明治20年（1887年）8月23日、境町の小町はいったん廃止され、単に「境町」とのみ呼称したが、大正15年（1926年）5月15日、境町の大字「栄町」として設定された。表記の方法は、大字の文字は表記せず、「境町栄町」となる。
昭和29年（1954年）に境町が周辺の渡村・外江町・上道村・余子村・中浜村と合併して境港町となった際に境港町の大字「栄町」となる。昭和31年（1956年）、市制施行に伴い境港市の町名「栄町」となる。
境町の海運・行政・商業の中心地として繁栄した。
旧家の問屋が多く、資産家で境の政治、経済界に活躍した人も多い。

## 出来事

### 昭和時代
昭和10年大火発生
軍用船玉栄丸爆発事件

## 産業

### 企業・店
食料品の部
- 足立食品（営業内容・食料品、煙草、日用品小売）[9]
- （有）柏木精麦製粉所（営業内容・米麦、雑穀、精米、製粉販売）[10]
- 里見商店（営業内容・菓子類、煙草、日用雑貨小売）[11]
- （有）伯雲軒（営業内容・パン製造、販売）[11]
- 上原茶舗（営業内容・茶、茶道具小売）[12]
- （有）渋山酒店
- （有）ほそい牛肉店

機械器具の部
- 沢田商店（営業内容・船具、漁具製造、販売）[13]

- 大洋船具店（営業内容・船具、漁具、エンジン油圧機器小売）[13]

電気器具、燃料の部
- 左子電機（有）（営業内容・電気器具小売、修理）[14]
- 池渕商店（営業内容・LPガス、ガス器具小売）[15]

請負工事、土建資材の部
- 田中建設（営業内容・港湾土木）[16]

水産の部
- 共和水産（株）（営業内容・まき網、イカ釣、カニかご漁業、石油製品輸送）[17]

## 宗教
天理教
- 天理教山但境布教所 栄町一八二[18]。
- <沿革>

本布教所については、昭和14年の宗教団体法による「宗教結社台帳」に、
｢天理教 山但境布教所 栄町一八二 祭神 天理大神 昭和一八年五月二六日規則変更届 信徒三〇名 布教者二名」とあり、布教所代表兼布教者は山下忠三であり、他の一名は、山下静枝であったが、昭和二六年の宗教法人法による登記はなされていない。
神社本庁
- 大港神社

## 医療機関
- 池渕医院

## 世帯数と人口
2022年（令和4年）7月31日現在の世帯数と人口は以下の通りである。
| 町丁 | 世帯数 | 人口  |
| ---- | ------ | ----- |
| 栄町 | 85世帯 | 146人 |

## 戸数（世帯数）・人口の変遷
明治初年の戸数・人口は1丁目178・771、2丁目29・125、3丁目46・202、4丁目69・272。
世帯数・人口は、昭和30年（1955年）179・708、昭和55年（1980年）130・363。

## 交通

### 鉄道
栄町には鉄道駅は設置されていない。西に隣接する大正町の境港駅が最寄り駅になる。

### 道路
町内を通過する国道、県道はない

## 施設
- 水木しげる記念館（敷地の一部）

## 出身人物・ゆかりのある人物

### 実業家・政治家
- 岡田洲二 - 岡田商店代表取締役会長、鳥取県議会議員。父は元境商工会会頭、岡田汽船社長岡田庄作。
- 柏木整一郎 - 元境港市長
- 栢木節蔵 - 回船問屋。元日本商工会議所会頭足立正の義父。
- 松下道蔵 - 第16代境町長。
- 山本熊吉 - 第3代境町長。
- 山本亮 - 第17代境町長。

### 教育者・学者
- 黒田正巳 - 熊本大学名誉教授

## 資料
- 第四回境港市表彰者名簿（昭和三十八年十一月三日）

善行表彰 氏名・竹内福松、職・海事代理士、事由・船舶職員の養成に貢献、住所・栄町
- 第五回境港市表彰者名簿（昭和三十九年十一月三日）

勤続表彰 氏名・柏木整一郎、職・監査委員、事由・一二年、住所・栄町
- 第七回境港市表彰者名簿（昭和四十一年十一月三日）

勤続表彰 氏名・永井貞章、職・市議会議員、事由・八年、住所・栄町
- 第十一回境港市表彰者名簿（昭和四十五年十一月三日）

功労表彰 氏名・森脇新次郎、職・会社社長、事由・産業経済の振興発展に貢献、住所・栄町
勤続表彰 氏名・池淵正賢、職・福祉事務所嘱託医、事由・一五年、住所・栄町
- 第十三回境港市表彰者名簿（昭和四十七年十一月三日）

勤続表彰 氏名・渋山国雄、職・体育指導委員、事由・一一年、住所・栄町
- 第十四回境港市表彰者名簿（昭和四十八年十一月三日）

勤続表彰 氏名・池淵正賢、職・国民健康保険運営協議会委員、事由・一二年、住所・栄町
　　　　　　　　氏名・渋山国雄、職・体育指導委員、事由・一二年、住所・栄町